# Lac de Cavacciole
Le lac de Cavacciole est un petit lac de Corse, situé dans le massif du Monte Rotondo à 2 015 m d'altitude et au sein de la Réserve naturelle du massif du Monte Rotondo.

## Géographie
Il est situé au nord du lac de Scapuccioli, au nord ouest du Monte Rotondo (2622 m) et est la source du ruisseau de Cavacciole, un petit affluent de la Restonica, à l'altitude 2015 m. Il est situé au nord du chemin de grande randonnée GR20, en Haute-Corse. 